# Jírovec na Helfštýně
Jírovec na Helfštýně je památný strom a solitera jírovec maďal (Aesculus hippocastanum L.) na druhém nádvoří hradu Helfštýn nad obcí Týn nad Bečvou v okrese Přerov. Geograficky se nachází v pohoří Podbeskydská pahorkatina a v Olomouckém kraji.

## Další informace
Podle údajů z roku 2006:
| Výška stromu:                   | 20 m |
| Obvod kmene (ve výčetní výšce): | 2,97 m |
| Ochranné pásmo stromu:          | vyhlášené - kruh o poloměru 10× průměr kmene ve výčetní výšce a se středem v ose paty kmene, tj. v době vyhlášení 9,5 m |
| Datum prvního vyhlášení:        | 30. srpna 2006 |

## Galerie

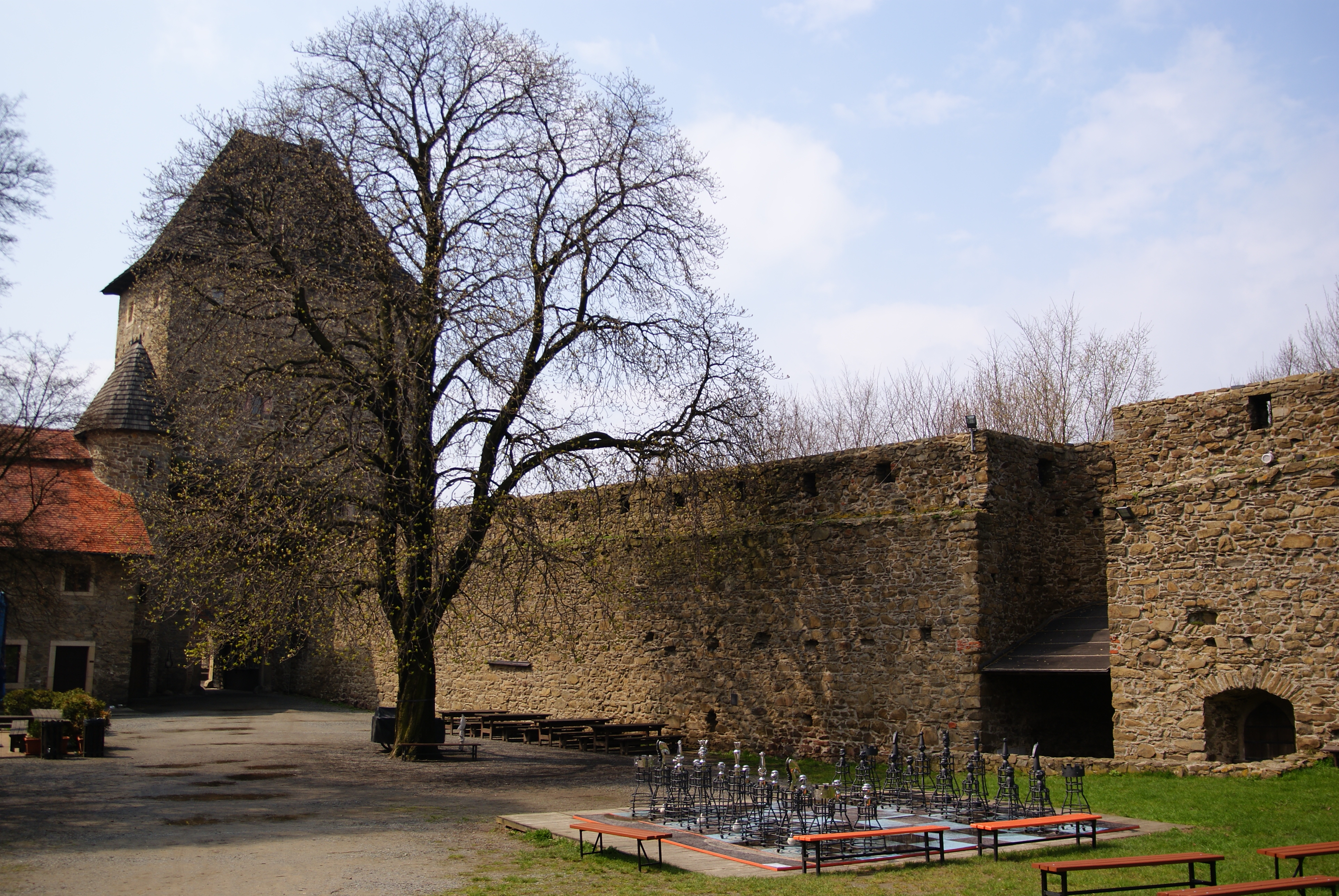
Jírovec na nádvoří hradu
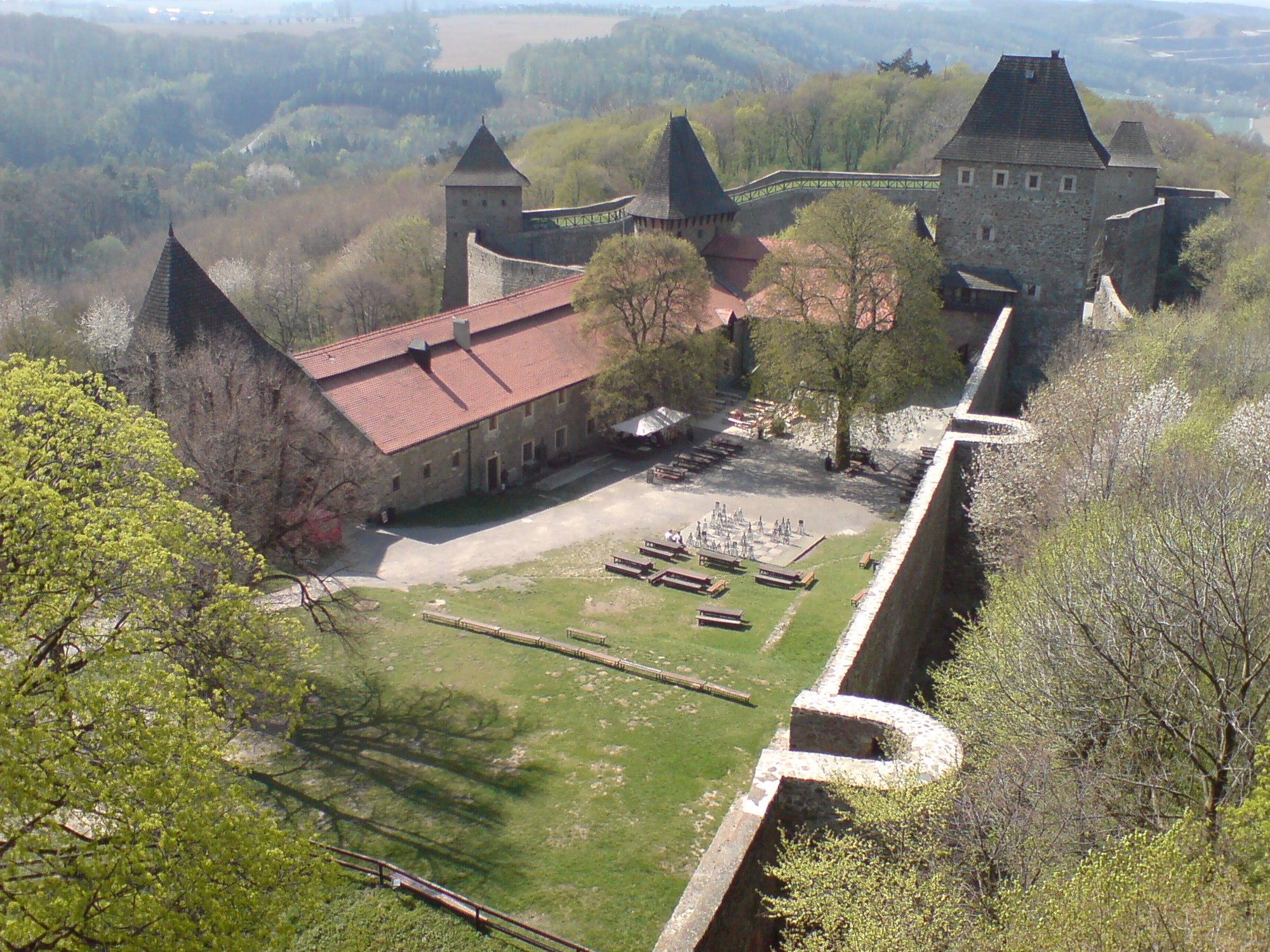
Letecký pohled